# 哈伊庫
哈伊庫（英語：Haiku）是美國夏威夷州茂宜縣茂宜島北部一個非建制地區，海拔高度為148米（486英尺）。根據美國人口調查局的定義，當地是「哈伊庫—保威拉人口普查指定地區」（Haiku-Pauwela Census-designated place）的一部分。哈伊庫以古夏威夷語「Ha'ikū」命名，其意思為「突然地談話」或「劇烈地破裂」。